# Vagabonds of the Western World
Vagabonds of the Western World címmel jelent meg az ír Thin Lizzy hard rock zenekar harmadik nagylemeze 1973. szeptember 21-én. A lemezt a Decca Records adta ki, az amerikai és a kanadai terjesztést pedig a London Records végezte. Ez volt a zenekar utolsó lemeze Eric Bell gitárossal, valamint az első, melynek borítóját Jim Fitzpatrick készítette. Az album producere Nick Tauber volt, de Phil Lynott is belefolyt a munkálatokba, így ő is producerként lett feltüntetve. A lemez megjelenését a Whiskey in the Jar című kislemez előzte meg, amely Angliában is sikeresnek bizonyult, így a kiadó nagyobb elvárásokkal adta ki a nagylemezt is. Az album nem váltotta be a hozzá fűzött reményeket, de elődjeihez képest keményebb hangvételű, gyakran hard rockos hangzású dalaival kikövezte az utat a következő albumok számára. 2010 októberében az album egy 2 CD-ből álló újrakiadást kapott, bónuszdalokkal kiegészítve.

## Háttér, fogadtatás
A Shades of a Blue Orphanage album turnéján az egyik próba alkalmával Phil Lynott ír népdalokat kezdett el énekelni és gitározni. A Whiskey in the Jar előadásakor az együttes menedzsere is jelen volt, ő javasolta, hogy kislemezen is kiadhatnák a dalt. A kislemez nem várt sikert aratott, miután Írországban az első, míg az Egyesült Királyságban a 6. helyre került, és 8 hétig listán is maradt. A következő kislemez (Randolph's Tango) Írországon kívül észrevétlen maradt, a kiadó azonban újabb slágert akart hallani, ami feszültséget okozott a zenekaron belül. Különösen Eric Bell gitáros nem tudta kezelni a stresszt, így alkoholhoz és drogokhoz folyamodott.
1973 júliusában vonult stúdióba az együttes, hogy rögzítse harmadik nagylemezét. A korábbiaknál több pénzt és időt kaptak a kiadótól, ezáltal az addigi legjobban megszólaló albumukat készíthették el. A producer ismét Nick Tauber volt, valamint Phil Lynott is aktívan kivette a részét a munkálatokból.
Zeneileg egy célratörőbb album született, kompaktabb dalokkal, keményebb és minden korábbinál bluesosabb megfogalmazásban. Eric Bell hangsúlyosabb szerepet játszik ezúttal, mint az első két albumon, annak ellenére, hogy szerzőként csak két dalban van feltüntetve.
Az album címadó szerzeménye a Vagabond of the Western World utalás  John Millington Synge színdarabjára a Playboy of the Western Worldre.

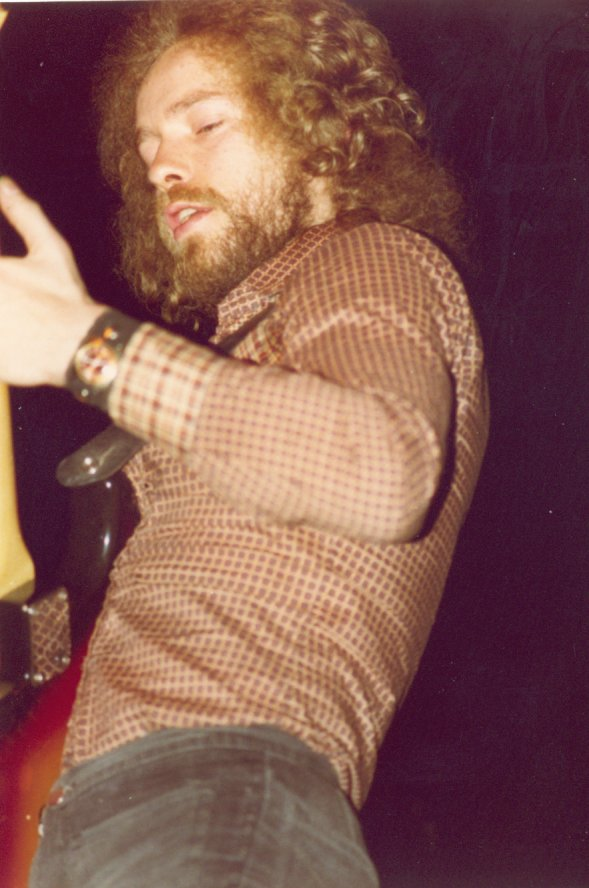
Eic Bell a lemez megjelenése után elhagyta a zenekart. A fotó 1972-ben készült.

Eduardo Rivadavia az AllMusic kritikusa 3.5 ponttal jutalmazta a lehetséges ötből, hozzátéve, hogy az album számos gyengébb pillanatot rejt, mint például a The Hero and the Madman vagy a Slow Blues. A The Rocker című dalról úgy nyilatkozik, mint az album egyik csúcspontjáról, hozzátéve, hogy a dal a zenekar egyik első klasszikus szerzeménye. Emellett dicséri a Little Girl in Bloom c. dalt is, melyet a gyönyörű és a hibátlan jelzőkkel illet.
Az albumot a zenekar első fontos kiadványának nevezi, melyet csak vonzóbbá tesz az 1991-es CD kiadás 4 bónuszdala.
Stuart Berman a Pitchfork kritikusa 7 ponttal jutalmazta a lehetséges 10-ből, hozzátéve, hogy egy egyre magabiztosabb és következetesen dolgozó zenekart mutat az album.
Pete Pardo a Sea of Tranquility kritikusa maximális pontszámmal jutalmazta a lemezt, melyen elmondása szerint hangulatos blues-rock, hard rock dalok hallhatóak, pszichedelikus és folk hatásokkal kiegészítve. Külön megemlítette a 2010-es újrakiadás bónuszait is, az olyan számokat, mint a reggae stílusú Randolph's Tango, a korai Nazarethre hajazó Broken Dreams, a funky hatásokat mutató Cruising in the Lizzymobile, vagy a későbbi Suicide koncertfelvételét.
Az albumot ismét érdektelenség követte, a kislemezen is kiadott The Rocker csak az ír listákra került fel. Maga az album szintén nem került fel a listákra, az egyre csalódottabbá váló Eric Bell pedig egy Belfast-ban adott koncert után elhagyta az együttest. Helyére Gary Moore került.

## Számlista
| 1. | Mama Nature Said        | 4:52 |
| 2. | The Hero and the Madman | 6:08 |
| 3. | Slow Blues              | 5:14 |
| 4. | The Rocker              | 5:12 |

| 5. | Vagabond of the Western World | 4:44 |
| 6. | Little Girl in Bloom          | 5:12 |
| 7. | Gonna Creep Up on You         | 3:27 |
| 8. | A Song for While I'm Away     | 5:10 |

| 1991-es CD kiadás búnuszdalai | 1991-es CD kiadás búnuszdalai | 1991-es CD kiadás búnuszdalai | 1991-es CD kiadás búnuszdalai | 1991-es CD kiadás búnuszdalai | 1991-es CD kiadás búnuszdalai | 1991-es CD kiadás búnuszdalai | 1991-es CD kiadás búnuszdalai | 1991-es CD kiadás búnuszdalai | 1991-es CD kiadás búnuszdalai |
| #                             | Cím                           | Hossz                         |                               |                               |                               |                               |                               |                               |                               |
| ----------------------------- | ----------------------------- | ----------------------------- | ----------------------------- | ----------------------------- | ----------------------------- | ----------------------------- | ----------------------------- | ----------------------------- | ----------------------------- |
| 9.                            | Whiskey in the Jar            | 5:44                          |                               |                               |                               |                               |                               |                               |                               |
| 10.                           | Black Boys on the Corner      | 3:21                          |                               |                               |                               |                               |                               |                               |                               |
| 11.                           | Randolph's Tango              | 3:49                          |                               |                               |                               |                               |                               |                               |                               |
| 12.                           | Broken Dreams                 | 4:26                          |                               |                               |                               |                               |                               |                               |                               |
| 57:19                         |                               |                               |                               |                               |                               |                               |                               |                               |                               |

### Remaszterizált, bővített újrakiadás
2010. október 11-én megjelent CD-s újrakiadás. Az eredeti album az első lemezen található bónuszokkal kiegészítve, a második lemezen további bónusz dalok hallhatóak.
| 1. lemez bónuszai | 1. lemez bónuszai | 1. lemez bónuszai | 1. lemez bónuszai | 1. lemez bónuszai | 1. lemez bónuszai | 1. lemez bónuszai | 1. lemez bónuszai | 1. lemez bónuszai | 1. lemez bónuszai |
| #                 | Cím | Hossz             |                   |                   |                   |                   |                   |                   |                   |
| ----------------- | --- | ----------------- | ----------------- | ----------------- | ----------------- | ----------------- | ----------------- | ----------------- | ----------------- |
| 9.                | Randolph's Tango | 3:49              |                   |                   |                   |                   |                   |                   |                   |
| 10.               | Broken Dreams | 4:26              |                   |                   |                   |                   |                   |                   |                   |
| 11.               | The Rocker (kislemez verzió) | 2:41              |                   |                   |                   |                   |                   |                   |                   |
| 12.               | Here I Go Again (A "The Rocker" kislemez B oldalas dala)                                                                                         | 4:41              |                   |                   |                   |                   |                   |                   |                   |
| 13.               | Cruising in the Lizzymobile (A "The Rocker" kislemez Németországban kapható változatának B oldalán szerepelt A Ride in the Lizzy Mobile címmel.) | 4:07              |                   |                   |                   |                   |                   |                   |                   |
| 14.               | Little Darling | 2:55              |                   |                   |                   |                   |                   |                   |                   |
| 15.               | Sitamoia | 3:20              |                   |                   |                   |                   |                   |                   |                   |
| 16.               | Slow Blues (1977-es újrarögzített verzió) | 5:01              |                   |                   |                   |                   |                   |                   |                   |
| 17.               | Randolph's Tango (rádió verzió) | 2:25              |                   |                   |                   |                   |                   |                   |                   |
| 18.               | Whiskey in the Jar (rádió verzió) | 3:43              |                   |                   |                   |                   |                   |                   |                   |
| 77:07             | |                   |                   |                   |                   |                   |                   |                   |                   |

| 2. lemez | 2. lemez                                                                      | 2. lemez | 2. lemez | 2. lemez | 2. lemez | 2. lemez | 2. lemez | 2. lemez | 2. lemez |
| #        | Cím                                                                           | Hossz    |          |          |          |          |          |          |          |
| -------- | ----------------------------------------------------------------------------- | -------- | -------- | -------- | -------- | -------- | -------- | -------- | -------- |
| 1.       | The Rocker (A BBC koncertfelvétele)                                           | 5:53     |          |          |          |          |          |          |          |
| 2.       | Things Ain't Working Out Down at the Farm (A BBC koncertfelvétele)            | 7:32     |          |          |          |          |          |          |          |
| 3.       | Slow Blues (A BBC koncertfelvétele)                                           | 7:29     |          |          |          |          |          |          |          |
| 4.       | Gonna Creep Up on You (A BBC koncertfelvétele)                                | 3:27     |          |          |          |          |          |          |          |
| 5.       | Suicide (A BBC koncertfelvétele)                                              | 4:28     |          |          |          |          |          |          |          |
| 6.       | Vagabond of the Western World (A BBC koncertfelvétele (John Peel műsorában).) | 4:27     |          |          |          |          |          |          |          |
| 7.       | Gonna Creep Up on You (A BBC koncertfelvétele (John Peel műsorában).)         | 3:22     |          |          |          |          |          |          |          |
| 8.       | Little Girl in Bloom (A BBC koncertfelvétele (John Peel műsorában).)          | 4:41     |          |          |          |          |          |          |          |
| 9.       | Sitamoia (BBC Radio 1 felvétele (Bob Harris műsorában).)                      | 3:45     |          |          |          |          |          |          |          |
| 10.      | Little Darling (BBC Radio 1 felvétele (Bob Harris műsorában).)                | 3:05     |          |          |          |          |          |          |          |
| 11.      | Slow Blues (BBC Radio 1 felvétele (Bob Harris műsorában).)                    | 5:31     |          |          |          |          |          |          |          |
| 12.      | Showdown (BBC Radio 1 felvétele (Bob Harris műsorában).)                      | 4:40     |          |          |          |          |          |          |          |
| 13.      | Black Boys on the Corner (A BBC koncertfelvétele (John Peel műsorában).)      | 4:12     |          |          |          |          |          |          |          |
| 60:32    |                                                                               |          |          |          |          |          |          |          |          |

## Kislemezek
- Whisky in the Jar / Black Boys on the Corner – 1972. november 3. (Ír kislemezek listája 1. hely, Brit kislemezlista 6. hely)[7][8]
- Randolph's Tango / Broken Dreams – 1973. május 4.  (Ír kislemezek listája 14. hely)[7]
- The Rocker / Here I Go Again – 1973. november 9. (Ír kislemezek listája 11. hely)[7]

Német verzió B oldalán A Ride in the Lizzy Mobile.
- Little Darling / Buffalo Gal – 1974. április 11.

USA verzió B oldalán: The Rocker.

## Közreműködők
Thin Lizzy
- Phil Lynott – ének, basszusgitár, producer
- Eric Bell – szólógitár
- Brian Downey – dob, ütőhangszerek

Vendégzenészek
- Kid Jensen – vokál a The Hero and the Madman c. dalban.
- Jan Schelhaas – orgona a Mama Nature Said és a The Hero and the Madman c. dalokban.
- Fiachra Trench – vonósok elrendezése  A Song for While I'm Away és a Little Darling c. dalokban.
- Gary Moore - szólógitár és akusztikus gitár a Sitamoia és a Little Darling c. dalokban.

Produkció
- Nick Tauber – producer
- Derek Varnals, Alan Harris, John Fuller – hangmérnök
- Alan Leaming, Dave Baker, Pete Swetenham – segédhangmérnök
- Jim Fitzpatrick – borító, design
- Rodney Matthews – design
- Mick Rock, John Thomson – fotó